# Българско академично дружество „Д-р Петър Берон“
Българското академично дружество „д-р Петър Берон“ е учредено в Мюнхен, Германия в навечерието на 24 май 1965 г. по инициатива на д-р Христо Попов и Христо Огнянов. То включва български учени, писатели, журналисти, живеещи извън границите на България. Председател на дружеството е писателят Стефан Попов. Дружеството издава „Български годишник“.
В дейността му участват Петър Увалиев и Георги Марков от Лондон, Стефан Попов и проф. Теофана Аладжова от Мюнхен, проф. Никола Странски от Берлин, Христо Бояджиев от Рио де Жанейро, Живко Гелев от Ню Йорк, д-р Петър Ораховац от Вашингтон, проф. д-р Любен Делин – директор на Института за руски и източноевропейски изследвания при Университета във Върмонт. Освен в Европа дружеството организира научни форуми и изнасянето на лекции в Америка, посветени на 60 години от обявяването на независимостта на България, 1100-годишнината от смъртта на св. Кирил, и др.
На 3 март 1978 г. дружеството организира честването на 100 години от Освобождението на България в голямата зала на Баварската академия на науките в Мюнхен с изнасяне на научни доклади.